# Michaił Dudin
Michaił Aleksandrowicz Dudin (ros. Михаи́л Алекса́ндрович Ду́дин, ur. 7 listopada?/20 listopada 1916 we wsi Klewniowo obecnie w obwodzie iwanowskim, zm. 31 grudnia 1993 w Petersburgu) – radziecki poeta i tłumacz.

## Życiorys
W wieku 11 lat stracił matkę. Uczył się w szkole młodzieży chłopskiej, później w tekstylnej szkole fabrycznej w Iwanowie, po ukończeniu której w 1934 pracował w fabryce tkackiej. Jednocześnie pracował w gazecie młodzieżowej, od 1934 publikował wiersze, w 1937 podjął wieczorowe studia na Wydziale Literatury Iwanowskiego Instytutu Pedagogicznego. W 1939 został powołany do Armii Czerwonej, był elewem szkoły pułkowej, 1939–1940 brał udział w wojnie zimową z Finlandią, za zasługi bojowe w walkach pod Wyborgiem został odznaczony medalem. Później służył w radzieckim garnizonie na okupowanym półwyspie Hanko, w 1940 wydał swój pierwszy tom wierszy, Liwień. Od czerwca 1941 walczył w wojnie z Niemcami i ich sojusznikami, biorąc udział w bojach z fińską armią, w grudniu 1941 wraz z garnizonem został ewakuowany do Kronsztadu, później pracował w redakcji gazety „Na straże Rodiny”, publikował też w piśmie „Zwiezda”, publikując tam wiersze wojskowo-patriotyczne. Po wojnie mieszkał i pracował w Leningradzie, w 1951 został członkiem WKP(b). Tłumaczył na rosyjski poezję armeńską, gruzińską, ukraińską, baszkirską i szwedzką. W 1986 opublikował tom wierszy Piesni mojemu wriemieni. Od 1942 był członkiem Związku Pisarzy ZSRR, od 1967 członkiem jego Zarządu, a 1986-1991 sekretarzem Zarządu. W 1986 został honorowym obywatelem Iwanowa.

## Odznaczenia i nagrody
- Medal Sierp i Młot Bohatera Pracy Socjalistycznej (19 listopada 1976)
- Order Lenina (dwukrotnie, 2 lipca 1971 i 19 listopada 1976)
- Order Rewolucji Październikowej (19 listopada 1986)
- Order Wojny Ojczyźnianej II klasy (11 marca 1985)
- Order Czerwonego Sztandaru Pracy (19 listopada 1966)
- Order Przyjaźni Narodów (16 listopada 1984)
- Nagroda Państwowa ZSRR (1981)
- Medal „Za Odwagę” (11 kwietnia 1940)
- Nagroda Państwowa RFSRR (1972)
- Złoty Medal im. Fadiejewa (1978)